# Tuda (Einheit)
Der Tuda, auch Tooda, war eine Volumeneinheit für Bauholz in Travancore, einer Provinz in Indien, die zur Präsidentschaft Madras gehörte.
Bedingungen
Bauholz wurde nach dem Kohl/Kole berechnet. Ein Kohl hatte 24 Borrels/Malabarischer Zoll und entsprach 29,065 Zoll(engl.) oder 327,258 Pariser Linien, also 0,73824 Meter. Der Kubik-Kohl (Kändi/Candy) wurde mit 13.824 Kubik-Borrels oder 0,402336 Kubikmeter gerechnet. 
Bohlen
Das Volumen des Tuda von 1152 Kubik-Borrels oder 1/12 Kubik-Kohl/ Kubik-Kole ergab sich nach der Literatur-Stelle aus einer Fläche von 576 Quadrat-Borrels multipliziert mit 2 Borrels Dicke. 
- 1 Tuda = 2046,1 Kubikzoll (engl.) = 0,033528 Kubikmeter